# Moreno Fendero
Moreno Fendero (Chartres, 31 de mayo de 1999) es un deportista francés que compite en boxeo. Ganó una medalla de bronce en el Campeonato Mundial de Boxeo Aficionado de 2023, en el peso medio.

## Palmarés internacional
| Campeonato Mundial | Campeonato Mundial   | Campeonato Mundial | Campeonato Mundial |
| Año                | Lugar                | Medalla            | Categoría          |
| ------------------ | -------------------- | ------------------ | ------------------ |
| 2023               | Taskent (Uzbekistán) | Medalla de bronce  | 75 kg              |